# عبد الرحمن السليمان
عبد الرحمن السليمان فنان تشكيلي سعودي، ولد في الأحساء عام 1954م، أقام العديد من المعارض الفنية داخل وخارج المملكة العربية السعودية، رأس قسم الفنون التشكيلية في الجمعية العربية السعودية للثقافة والفنون، وصدر له عدد من المؤلفات التي تؤرخ للفن التشكيلي في السعودية والمنطقة الشرقية من أبرزها كتاب (مسيرة الفن التشكيلي السعودي)، وكتاب (الفن التشكيلي السعودي في المنطقة الشرقية). وهو حاصل على جائزة بينالي الشارقة الدولي عام 1997م.

## البدايات
يقول السليمان عن بداياته مع الفن التشكيلي: ""في المدرسة الابتدائية كانت الخطوات الأولى من خلال المواد التعليمية، حيث الرسم والخط والمشاركات المتنوعة في جماعات النشاط، كنت أكتب أحياناً حكمة اليوم على سبورة معلقة في فناء المدرسة، وكنت أخط الصحف وأكتب بعضها كما وأرسم مساهماً في المناسبات الاجتماعية التي تشارك فيها المدرسة داخلها وخارجها، أتذكر أنني وكنت لم أزل في الابتدائية رسمت أخي محمداً وهو يصغرني على ورقة من أحد دفاتري المدرسية وكان الشبه كبيراً ما أسعده وأسعدني كما أسعد والدي. كان الرسم شغفي وحبي المبكر، كان المعلمون يشيرون إلي بالتفوق وكانوا يكلفونني بتخطيط صحف الحائط وكتابة عناوينها وأحياناً محتواها".
ويقول أيضاً عن مرحلة البدايات: «كانت مرحلة الصبا مفعمة بالنشاط خاصة عندما شرع نادي الاتفاق في إنشاء مرسم بمقره في حي العدامة خلال عطلة صيفية انضممت إليه في عام 1971 وقد كان منزلي قريباً من مقر النادي، ورسمت أعمالًا كثيرة على الخشب، حتى بلغت أعمالي ال 24 لوحة زيتية فأقام النادي معرضاً مشتركاً لأربعة فنانين أو هواة كنت أحدهم مع زميل مسيرتي الفنان علي عيسى الدوسري رحمه الله واثنين، وقد انتهى المعرض بجائزة كانت ساعة يد قيمة بالنسبة لي، وهي أول جائزة أحصل عليها بعد جوائز المدرسة المتوسطة... بعد انتهاء المعرض المشترك في نادي الاتفاق وسحب الزملاء أعمالهم وكانت لا تتعدى الستة أعمال، كانت فرصة لي أن أضيف للمعرض أعمالي المتبقية التي لم تعرض، ويستمر هذا العرض الشخصي لأعمالي ثلاثة أيام كان بمنزلة أول معرض خاص بأعمالي».

## التعليم
- حاصل على دبلوم التربية الفنية من معهد المعلمين في السعودية.[5]
- درس وتخرج في كلية المعلمين بالدمام تخصص تربية فنية 1991

## العمل
- عمل رئيس مجلس إدارة الجمعية السعودية للفنون التشكيلية خلال الفترة من 2007-2012
- عمل مدرساً لها للتربية الفنية في الدمام.
- رأس قسم الفنون التشكيلية في جمعية الثقافة والفنون من عام 1987م إلى عام 2012م.
- عمل مديراً عاماً للأنشطة، ورئيساً لقسم الإعلام في الجمعية العربية السعودية للثقافة والفنون.[6]
- عمل محرراً لصفحات الفنون التشكيلية في جريدة اليوم من 1983م.
- أعد برنامج (المجلة التشكيلية) للإذاعة السعودية.
- عضو مؤسس في جماعة أصدقاء الفن التشكيلي الخليجي 1985م.[7]

## معارض ولوحات
- أقام السليمان خلال مسـيرته الفنية أكثر من مـن10 معارض شخصية في مختلف الدول العربية بداية مــن عام 1983م في الدمام، وفي طنجة عام 1989م، وفي الرياض عام 1991 قصر الثقافة بحي السفارات. 2013 في نايلا جاليري،2021 في قاعة مسك للفنون صالة الأمير فيصل بن فهد بمعهد العاصمة النموذجي. وفي القاهرة عام 2002م، وفي الكويت عام 2004 قاعة الفنون في ضاحية عبد الله السالمم، وفي باريس عام 2011.[8]
- كما عرض أعماله بشكل جماعي في العديد من دول العالم (بغداد ودمشق وبيروت وتونس والجزائر والمغرب وإسبانيا وفرنسا وألمانيا والدومنيكان والولايات المتحدة الأميركية والهند وبنغلاديش وإندونيسيا وتركيا وروسيا) وغيرها.[9]
- ومن أشهر لوحاته لوحة (مصلين يغادرون المسجد) 1981م التي أعلنت دار «سوذبيز» للمزادات في لندن بيعها بمبلغ 178.599 دولاراً عام 2018م، ولوحة (جلسة وقت الضحى) 1980م.[10] ولوحة مسحة على راس يتيم وغفوة وبيعتا في مزاد سوذبي بلندن 2019 و 2020.

## إصدارات
- (مسيرة الفن التشكيلي السعودي) صدر عام 2000م. وهو بحث مرجعي لتاريخ الفن التشكيلي في المملكة العربية السعودية.[11]
- (الفن التشكيلي السعودي في المنطقة الشرقية) صدر عن مركز الأدب العربي، ويوثق الكتاب للحركة التشكيلية في المنطقة الشرقية من السعودية منذ بدايات أنشطتها في الستينيات من القرن الماضي.[12]
- (تشكيل) صدر عن دار الفيصل الثقافية عام 2018م.[13]

## محاضرات ومشاركات
- محاضرة (الفن التشكيلي في المملكة العربية السعودية ـ اشارات أولية) ألقاها في الجمعية الكويتية للفنون التشكيلية عام 2006م.[14]
- محاضرة عن (التذوق الفني ورسوم الأطفال) نظمها نادي أبها الأدبي بالتعاون مع إدارة التربية والتعليم بمناسبة بينالي عسير عام 2010م.[15]
- محاضرة (مظاهر التحديث في الفن التشكيلي السعودي) ألقاها ضمن فعاليات ملتقى نجران الأول للفنون البصرية عام 2013م.[16]
- محاضرة (الفن التشكيلي في المملكة العربية السعودية مع عرض لوحات منها) ألقاها في معرض بغداد الدولي للكتاب 2019.[17]
- تاريخ الفن السعودي ضمن محاضرات بينالي الدرعية 2022

## جوائز
- حاصل على جائزة بينالي الشارقة عام 1997م على مجموع أعماله.[18]
- فاز بالجائزة الأولى للمعرض التاسع للفن السعودي المعاصر عام 1989م.
- فاز بالجائزة الثالثة للمعرض العام للمقتنيات في الرياض عام 1986م.
- كرمته جمعية الثقافة والفنون في الدمام عام 2018م في احتفالية امتدت أربع ليال تحت عنوان (لون المكان.. عطر الذاكرة)،[19] وجاء التكريم اعترافاً بعمق ما قدمه من جهود ونشاط مكثف في التشكيل والرسم والتعليم والبحث والفكر والكتابة والنقد،[20] وأعلن في الاحتفالية عن إطلاق (مسابقة عبد الرحمن السليمان للقراءات الفنية للأعمال التشكيلية)، كما صدر عنه بمناسبة تكريمه كتاب بعنوان (لون المكان.. عطر الذاكرة).[21]
- كرمه معهد مسك ضمن رواد الفن السعودي 2018